# 永冨和子
永冨 和子 (ながとみ かずこ、1929年4月12日-2010年8月17日) は、日本のピアニスト。夫は作曲家の永冨正之。

## 経歴
1929年4月12日、東京に生まれる（旧姓関原）。東京音楽学校（現・東京芸術大学）研究科に学び、福井直俊、安川加壽子、野辺地勝久に師事、1951年修了。同年デビューリサイタルを行う。1959年にスペイン政府給費留学生となり、同年から10年間フランスとスペインに留学する。パリではジャーヌ・ブランカール、レーヌ・ジャノリ、アンリエット・ピュイグ＝ロジェに師事、スペインではアリシア・デ・ラローチャらに師事した。
1964年、パリ国立音楽院に留学していた作曲家永冨正之と結婚する。和子は夫の作品を現地でしばしば演奏していた。1969年、フランス国営放送ソリスト・コンクールに日本人として初めて入賞し、翌1970年にフランス国営アーチストとして登録した。
1969年に帰国し夫は東京芸術大学で教鞭をとるが、和子はその後も毎年のように渡欧し、ヨーロッパでのコンサートに出演した。1973年以降ベルリン弦楽四重奏団と東独、日本で共演およびレコーディングを行う。また渡仏の機会にパリではアンリエット・ピュイグ＝ロジェのレッスンを受けており、1979年に東京芸術大学がピュイグ＝ロジェを客員教授として招く際には、和子を通じて来日の意志が伝えられている。1983年には、3月に東ベルリンでベルリン国立歌劇場主催の室内楽シリーズにベルリン弦楽四重奏団の共演者として出演、4月にパリ大学都市の要請で国際館大劇場にてリサイタルを開催している。この時は東ベルリンでもパリでも夫の作曲した「ピアノのための3つのエスキス」を演奏し、好評を博した。この曲は1967年にソルボンヌで和子が初演した曲である。
1991年にベルリン国立歌劇場で開催されたモーツァルト没後200年記念演奏会でピアノ協奏曲を演奏した。1992年には日本とフランスの文化交流に功績のあった人に送られる、フランス政府の芸術文化勲章シュバリエ章を受章した。永富和子は「コルトー楽派のピアノ奏法による演奏法を日本に紹介し、また留学中に師事したピュイグ＝ロジェ女史を日本に招いた他、フランスでも数多くの演奏を行っている」ことが評価された。東京のフランス大使公邸で行われた伝達式では、同時にシャンソンの石井好子、高英男も受章し、教育功労賞を夫の永冨正之と船山信子が受章している。2000年にはフランス芸術文化勲章オフィシエ章も受章している。日仏音楽協会、日本演奏連盟、コンツェルトハウスジャパン所属。
2010年8月17日に心不全で没した。

## レパートリー
モーツァルト、シューマン、ドビュッシー、シューベルトの、ピアノ協奏曲を含むピアノ主要作品、ソナタ集。研究テーマは、ドビュッシーのピアノ全作品及びピアノを含む室内楽曲、モーツァルトのピアノ作品及び室内楽曲、シューベルト。

## 著書・訳書
- ジャンヌ・ブランカール著, 永富和子訳・註『初心者のためのピアノ・テクニックの基本的原理 : アルフレッド・コルトーの学習方法への手引き』全音楽譜出版社, 1995 国立国会図書館[15]
- 永冨和子著『こうすればピアノは弾ける : 日本人の手のために』学習研究社, 2007 国立国会図書館[12]